# Mikepércs
Mikepércs är en ort i Ungern.   Den ligger i provinsen Hajdú-Bihar, i den östra delen av landet, 190 km öster om huvudstaden Budapest. Mikepércs ligger 104 meter över havet och antalet invånare är 3 430.
Terrängen runt Mikepércs är mycket platt. Runt Mikepércs är det ganska tätbefolkat, med 54 invånare per kvadratkilometer. Närmaste större samhälle är Debrecen, 9,2 km norr om Mikepércs. Trakten runt Mikepércs består till största delen av jordbruksmark.